# 루이 카미유 마이야르
루이 카미유 마이야르(Louis Camille Maillard, /maˈjɑːr/ my-YAR; 프랑스어: [lwi kamij majaʁ]; 1878년 2월 4일 – 1936년 5월 12일)는 프랑스의 의사이자 화학자였다. 그는 신장 질환 연구에 중요한 공헌을 했다. 그는 또한 1912년에 그가 설명한 화학 반응인 "마이야르 반응"으로 유명해졌다. 이 화학 반응은 아미노산과 설탕이 지방과의 접촉을 통해 음식에서 반응하여 빵과 구운 스테이크부터 구운 마시멜로에 이르기까지 모든 음식에 갈색의 풍미 있는 표면을 제공한다.

## 말년
마이야르는 제1차 세계대전 중에 프랑스군에 입대했지만 건강이 좋지 않았다. 전쟁이 끝난 후 메일라드는 1919년 갑자기 파리를 떠나 알제(알제리)의 의학과학부 약학과에서 근무했다. 이 기간 동안 그는 거의 모든 연구를 중단했다.
1936년 5월 12일 파리에서 펠로우십 대회를 심사하던 중 갑자기 사망했다.